# حسينية خانقين الكبيرة
حسينية خانقين الكبيرة أو حسينية أهل البيت عليهم السلام هي مكان للعبادة للطائفة الشيعية الإثناعشرية تقع في قضاء خانقين تحديداً منطقة الحميدية الذي تسكنه أغلبية من الكرد الفيلية بالقرب من الحدود العراقية الإيرانية ضمن محافظة ديالى، تقع الحسينية في محلة حاجي محلة و اسست في بدايات القرن الواحد و العشرين بأمر من المرجع الأعلى في زمانه آية الله العظمى السيد أبوالحسن الأصفاني(قدس سره الشريف)، تقام فيها مراسيم العزاء الحسيني خلال فترة عاشوراء في شهر محرم وطقوس ليالي رمضان وماشابه من الطقوس الدينية المقدسة، و  تدار من قبل عائلة آل شُبّر الحسينية وهي عائلة اتت الئ خانقين بداية من العلامة الفقيه السيد إبراهيم السيد محمد آل شبر(رضوان الله عليه)بوكالة من المرجع  ابو الحسن الاصفهاني والآن وكيل المرجع الأعلى السيد علي الحسيني السيستاني والمتولي الشرعي للحسينية هو السيد عباس السيد محمد السيد إبراهيم آل شبر الحسيني.

## أعمال إرهابية
في ظهر يوم الجمعة 18/11/2005 بعد الأذان للصلاة، دخل إلى الحسينية شخص يرتدي قمصلة صفراء، تبدو ملامحه غريبة عن سكان المنطقة، مما أثار شكوك حراس الحسينية وهم مدنيون لا يحملون أي سلاح فاقترب منه اثنان، وسألوه بعض الأسئلة عن سبب تواجده ولما تلمسوا وضعاً غير طبيعي عنده، حاولوا إخراجه من الحسينية بالقوة، فما كان منه إلا أن فجر نفسه، في الوقت نفسه الذي فجر فيه الإرهابي الثاني نفسه في حسينية المزرعة.